# Алесь Наварич
Алесь Наварич (настоящее имя — Трушко Александр Иванович; род. 2 ноября 1960, д. Видибор, Видиборский сельсовет, Столинский район, Брестская область) — белорусский прозаик.

## Биография
Родился в крестьянской семье. После окончания Видиборской средней школы работал плотником в Столинской производственно-механизированной колонне, затем лаборантом в родной школе. В 1978—1980 гг. учился на стоматологическом факультете Минского медицинского института. В 1985 г. окончил отделение русского языка и литературы Белорусского государственного университета. Учительствовал в Скирмантовской средней школе Дзержинского района (1985—1986), Малюшичской Кореличского района (1986—1987). С 1988 г. — литредактор в журнале «Вожык». В 1990—? годах — методист Республиканского центра эстетического воспитания. Позже работал в журналах «Бярозка», «Полымя», заместителем главного редактора «Издательский центр БГУ», в журнале «Маладосць», снова в журнале «Вожык» (до 2012 года).

## Творчество
Первые рассказы опубликовал в 1983 г. (журнал «Маладосць»). Автор сборников рассказов «Рабкова ноч» (1988) и «Ноч пацалункаў незалежнасці» (1989), исторического романа «Літоўскі воўк» (2005 г.).

## Признание
- Лауреат специальной премии Президента Республики Беларусь деятелям культуры и искусства (2005 г.) за роман «Літоўскі воўк»